# Wisden Cricketers of the Century
Les Wisden Cricketers of the Century sont cinq joueurs de cricket désignés par un panel d'expert du Wisden Cricketers' Almanack comme les cinq meilleurs joueurs du XXe siècle. Donald Bradman, Garfield Sobers, Jack Hobbs, Shane Warne et Viv Richards ont ainsi été choisis.

## Processus de désignation
Cent experts du cricket ont été choisis par le Wisden Cricketers' Almanack pour participer au vote. Les cent experts sont originaires des neuf nations pratiquant le Test cricket en 2000 : d'anciens joueurs, des journalistes, des historiens ou des observateurs du jeu. Chaque expert désigne cinq noms, les cinq joueurs ayant le plus de votes sont désignés Wisden Cricketers of the Century.

## Résultat

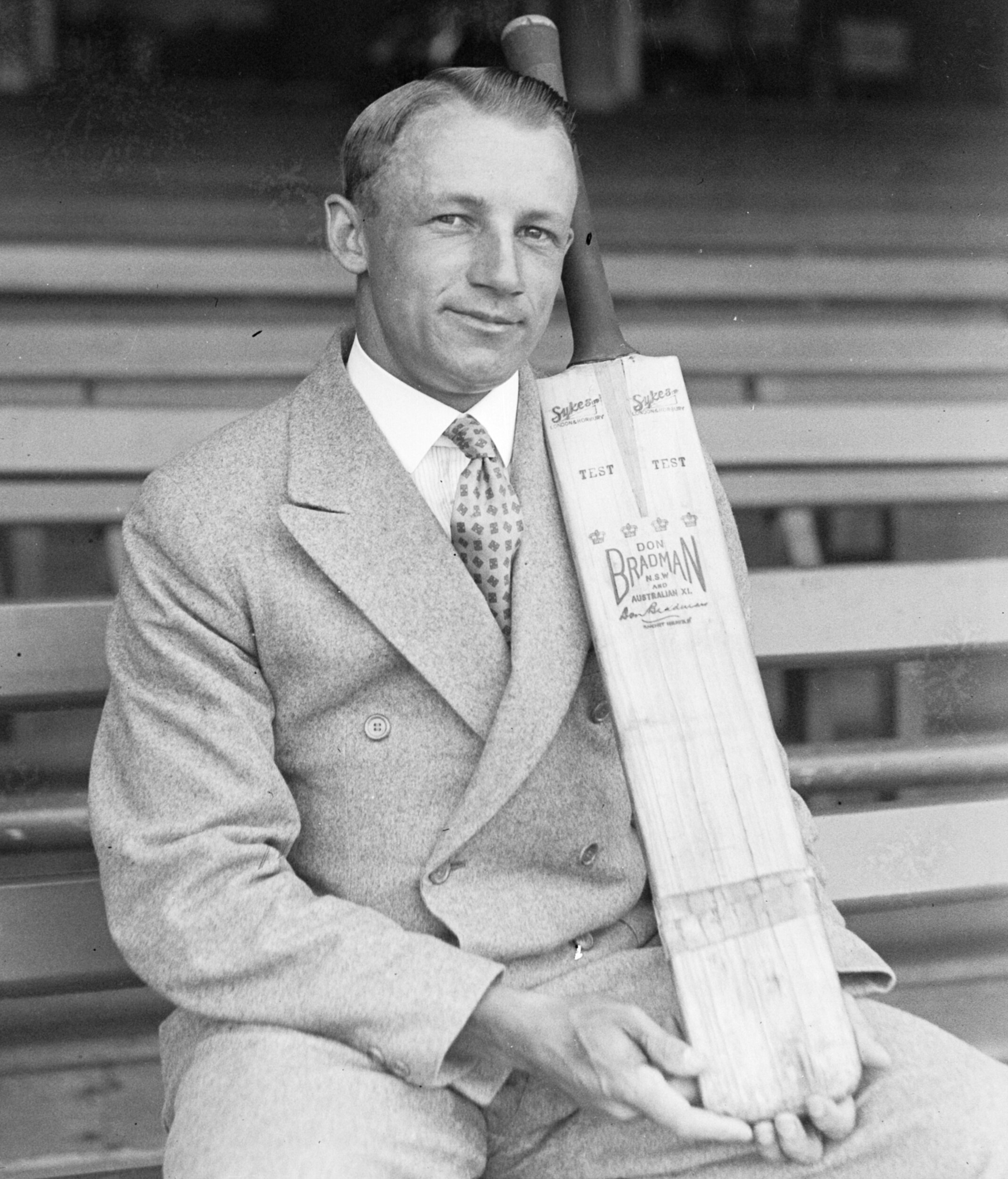
Donald Bradman, arrivé en tête du vote avec cent voix sur cent possibles.

Sir Donald Bradman, Sir Garfield Sobers, Sir Jack Hobbs, Shane Warne et Sir Viv Richards sont les cinq Wisden Cricketers of the Year.
| Votes reçus | Joueur              | Équipe nationale   | Rôle        | Carrière internationale |
| ----------- | ------------------- | ------------------ | ----------- | ----------------------- |
| 100         | Sir Donald Bradman  | Australie          | Batteur     | 1928 - 1948             |
| 90          | Sir Garfield Sobers | Indes occidentales | All-rounder | 1954 - 1974             |
| 30          | Sir Jack Hobbs      | Angleterre         | Batteur     | 1908 - 1930             |
| 27          | Shane Warne         | Australie          | Spin bowler | 1992 - 2007             |
| 25          | Sir Viv Richards    | Indes occidentales | Batteur     | 1974 - 1991             |

Autres joueurs ayant reçu au moins dix voix lors du vote : Dennis Lillee (fast bowler, Australie, 19 voix), Sir Frank Worrell (batteur, Indes occidentales, 19), Wally Hammond (batteur, Angleterre, 18), Denis Compton (batteur, Angleterre, 14), Sir Richard Hadlee (all-rounder, Nouvelle-Zélande, 13), Imran Khan (all-rounder, Pakistan, 13), Sunil Gavaskar (batteur, Inde, 12), Sydney Barnes (fast bowler, Angleterre, 11), Sir Leonard Hutton (batteur, Angleterre, 11), Bill O'Reilly (spin bowler, Australie, 10).